# Жанатан (Байтерецький район)
Жаната́н (каз. Жаңатаң) — село у складі Байтерецького району Західноказахстанської області Казахстану. Входить до складу Щаповського сільського округу.
У радянські часи село називалось Балаган.
Населення — 328 осіб (2021; 342 у 2009, 374 у 1999, 391 у 1989).